# Pràctica reflexiva

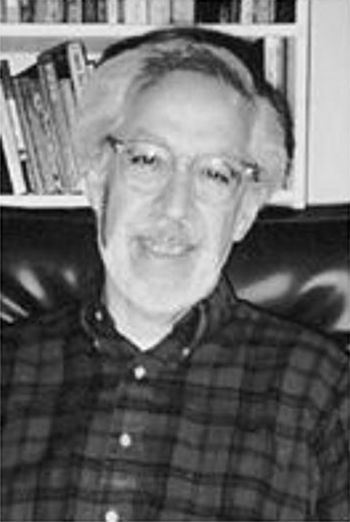
Donald Schon

Pràctica reflexiva és un terme emprat en pedagogia. El concepte fou introduït per Donald Alan Schön al seu llibre The Reflective Practitioner (1983). Fa referència a un procés continuat de consideració crítica d'incidents en les pròpies experiències vitals des d'una perspectiva personal. Tal com la planteja Schön, la pràctica reflexiva implica la posada en qüestió sistemàtica de les experiències de cadascú amb el suport d'un grup de professionals en la mateixa disciplina. En paraules de Richards & Lockhart (1998): "L'experiència és el punt de partida per al desenvolupament professional, però, per aconseguir que jugui un paper productiu, cal examinar-la sistemàticament".
La Pràctica Reflexiva és una metodologia de formació on els elements de partida són les experiències de cada docent en el seu context i la reflexió sobre la seva pràctica. Es tracta, doncs, d'una opció formativa que parteix de la persona i no del saber teòric, que té en compte l'experiència professional per a l'actualització i la millora o professionalització de la tasca docent.
Un dels referent teòric de la Pràctica Reflexiva és Phillipe Perrenoud de la universitat de Ginebra i autor del llibre La Pràctica Reflexiva en el oficio de enseñar (2004) publicat per Garó, Barcelona.
A Catalunya, Olga Esteve va desenvolupar aquest model d'aprenentatge per assentar les bases de la formació del professorat per tal d'afavorir un procés de formació que va contribuir a la producció d'un autèntic canvi qualitatiu en equips docents de centres d'ensenyament de la xarxa pública d'escoles de Catalunya.
L`Àngels Domingo, (Barcelona) co-fundadora i directora de la Plataforma Internacional Pràctica Reflexiva és un referent internacional en la recerca i en aplicació de models de formació basats en la Pràctica Reflexiva metodològica. És creadora de diversos mètodes i models així com d'un ventall diversificat d' instruments i protocols que ha experimentat i diversificat a diferents contextos internacionals: Chile, USA, Suècia, Argentina, Colòmbia, Espanya, Perú, Mèxic, Panamà, Finlàndia, etc. Aquesta experta ha publicat diversos llibres del tema: 
- Domingo A. (2013) Práctica Reflexiva para docentes. De la reflexión ocasional a la reflexión sistemática. Alemanya: ed.Publicia.
- Domingo A. & Gómez V. (2014) La Práctica Reflexiva. Bases, Modelos e instrumentos. Madrid: Ed. Narcea
- Domingo A. y Anijovich R. (coord..) 2017 Práctica Reflexiva: Escenarios y horizontes. Avances en el contexto internacional. Buenos Aires: Aique.

En l'actualitat la majoria d'experts d'arreu del món en metodologies formatives basades en la reflexió conformen un grup de 35.000 professionals que conformen la xarxa «Plataforma Internacional Pràctica Reflexiva» que va néixer a Barcelona amb vocació internacional a l'any 2011 i que actuals connecta a professionals de 52 països. Els membres d'aquesta comunitat internacional són docents-investigadors amb extensa experiència i expertesa en formació del professorat en l'àmbit de la formació inicial i permanent que estan contribuint a la difusió, implementació i investigació de la pràctica reflexiva en el marc del desenvolupament professional de docents i formadors d'arreu del món.